# Дзанобі Мак'явеллі
Дзано́бі Мак'яве́ллі (італ. Zanobi Machiavelli), справжнє ім'я Я́копо ді П'є́ро (італ. Jacopo di Piero; бл. 1418—1419, Піза) — італійський живописець.

## Біографія

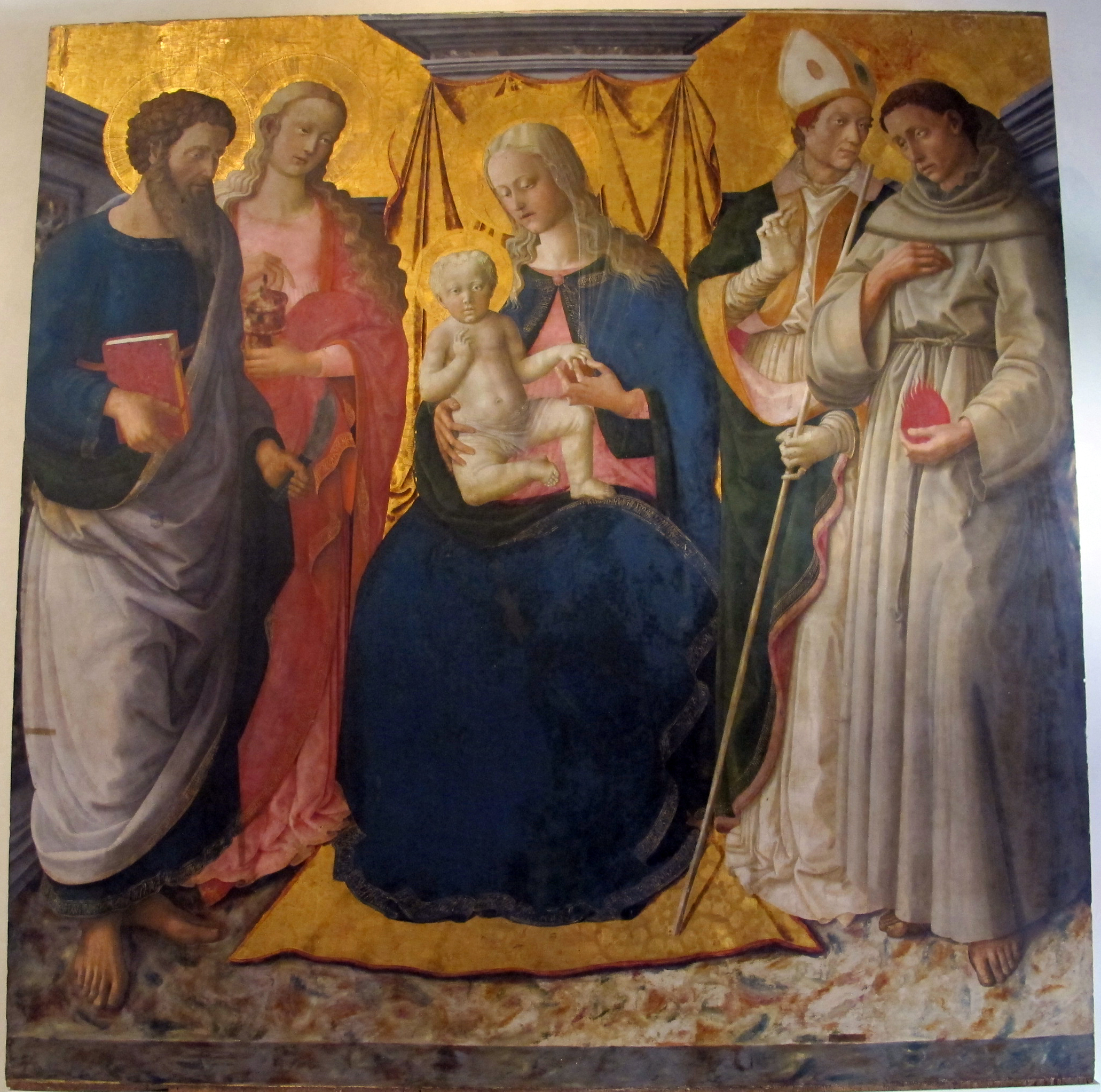
«Мадонна з немовлям і святими», бл. 1476, Національний музей вілли Гвініджі, Лукка

Справжнє ім'я — Якопо ді П'єро. Про життя і творчість художника відомо мало. Навіть рік його народження був отриманий на основі документа, в якому йшлося, що в 1457 році художнику було 39 років.
Тривалий час його приймали за живописця на ім'я Дзанобі, який з 1453 по 1456 роки співпрацював з художниками П'єтро ді Лоренцо Дзук'єрі і Пезелліно, і лише пізніше виявилося, що повне ім'я художника — Дзанобі ді Міліоре.
Аналіз робіт Мак'явеллі показує, що він був добре знайомий з творчістю Пезелліно та інших художників флорентійської школи, під значним впливом якої сформувався стиль художника. Його вівтарні образи сповнені спокою і внутрішньої гармонії, а дещо архаїчний стиль нагадує роботи Фра Анджеліко і Фра Філіппо Ліппі.
Художник помер у Пізі 7 березня 1479 року.